# The Howling (película)
The Howling (conocida como Aullidos en España, Argentina, México y Perú y Aullido en algunas regiones de México) es una película de terror de monstruos de 1981 dirigida por Joe Dante mediante un guion escrito por John Sayles y Terence H. Winkless. Está basada parcialmente en la novela homónima de Gary Brandner y es la primera película de la franquicia The Howling. El argumento sigue a una presentadora de noticias que, tras un encuentro traumático con un asesino en serie, visita un centro turístico habitado en secreto por hombres lobo. Es protagonizada por Dee Wallace-Stone, Patrick Macnee, Dennis Dugan, Christopher Stone, Belinda Balaski, Kevin McCarthy, John Carradine, Slim Pickens, Elisabeth Brooks y Robert Picardo.
The Howling se estrenó en los Estados Unidos el 13 de marzo de 1981 y se convirtió en un éxito moderado, recaudando $17,9 millones de dólares en taquilla. Recibió críticas generalmente positivas, con elogios por los innovadores efectos especiales de maquillaje de Rob Bottin. La película ganó el premio Saturn de 1980 a la mejor película de terror mientras aún estaba en desarrollo, y fue una de las tres películas de terror de alto perfil con temática de licantropía estrenadas en 1981, junto con Un hombre lobo americano en Londres y Wolfen.
Su éxito financiero ayudó a la carrera de Dante y llevó a Warner Bros. Pictures a contratar a Dante y Michael Finnell como director y productor, respectivamente, para la película Gremlins (1984). Del éxito de la película surgió una serie de películas compuesta por siete secuelas, las últimas directamente a formato video. Una nueva versión del largometraje se encuentra en desarrollo, con Andrés Muschietti en su rol como director.

## Argumento
Karen White (Dee Wallace-Stone) es una reportera de televisión que es acechada por un asesino en serie llamado Eddie Quist (Robert Picardo). Ella coopera con la policía para atraparlo y acuerda encontrarse con él en un cine pornográfico sórdido y desaseado. Eddie obliga a Karen a ver el filme de una joven siendo violada, y cuando le indica a Karen que se de vuelta para verlo, ella grita horrorizada. Los policías entran al oírla gritar y disparan fatalmente contra Eddie, y aunque Karen está a salvo, sufre amnesia, sin recordar lo sucedido en ese lugar. Su terapeuta, el Dr. George Waggner (Patrick Macnee), decide enviar a Karen y a su esposo Bill Neill (Christopher Stone), a la "colonia", un complejo turístico apartado en el campo donde envía pacientes para recibir tratamiento.
La "colonia" está llena de personas extrañas, entre ellas una ninfómana llamada Marsha Quist (Elisabeth Brooks), la cual intenta seducir a Bill. Cuando él se resiste a sus sutiles propuestas sexuales, un hombre lobo lo ataca y le rasca el brazo mientras regresa a su cabaña. Después del ataque de Bill, Karen convoca a su amiga Terry Fisher (Belinda Balaski) a la "colonia" y esta última conecta el complejo con Eddie a través de un boceto que dejó, habiendo descubierto previamente que el cuerpo de Eddie desapareció de la morgue. Más tarde a esa noche, Bill se encuentra con Marsha junto a una fogata en el bosque. Mientras tienen relaciones sexuales a la luz de la luna, sufren una aterradora transformación en hombres lobo.
Mientras investigaba a la mañana siguiente, Terry es atacada por un hombre lobo en una cabaña, aunque ella escapa después de cortarle la mano al monstruo con un hacha. Corre a la oficina de Doc y llama por teléfono a su novio Chris Hallorann (Dennis Dugan), quien ha sido alertado sobre la verdadera naturaleza de la colonia. Mientras habla por teléfono con Chris, Terry busca archivos sobre Eddie. Cuando finalmente encuentra el archivo en el archivador, Eddie la ataca en forma de hombre lobo y muere cuando la muerde en la vena yugular. Chris escucha esto al otro lado de la línea telefónica y se dirige a la colonia armado con balas de plata.
Karen se enfrenta una vez más al resucitado Eddie y se transforma en un hombre lobo frente a ella. En respuesta, Karen le salpica la cara a Eddie con ácido corrosivo y huye. Más tarde, cuando Chris llega a la colonia, se enfrenta a Eddie (horriblemente desfigurado), a quien Chris le dispara fatalmente con una bala de plata cuando intenta transformarse. Sin embargo, resulta que todas las personas de la colonia son hombres lobo y pueden cambiar de forma a voluntad, sin la necesidad de la luna llena para hacerlo. Karen y Chris sobreviven a sus ataques y queman la "colonia" hasta los cimientos. Sin embargo, mientras se alejan, un hombre lobo irrumpe en su auto y muerde a Karen antes de que Chris le dispare y se convierta nuevamente en Bill cuando muere en sus últimos alientos.
Karen decide advertir al mundo entero sobre la existencia de hombres lobo y comienza un anuncio especial transmitido a nivel mundial para la gente de todo el mundo. Luego, para probar su historia, ella misma se transforma en una mujer lobo y Chris le dispara a Karen frente a la audiencia en directo, aunque las personas que miran la transformación desde sus televisores en todo el mundo se divierten, creyendo que es sólo un truco realizado con efectos especiales. Marsha, quien escapó completamente ilesa de la colonia, se sienta en un bar con un hombre que, mientras mira el anuncio de la transmisión especial, le pide un filete a la pimienta para él y una hamburguesa poco hecha para Marsha después de que la exhibición de Karen pasa a una pausa comercial.

## Reparto
- Dee Wallace-Stone	como Karen White.
- Patrick Macnee como el Dr. George Waggner.
- Dennis Dugan como	Chris Hallorann.
- Christopher Stone	como R. William "Bill" Neill.
- Belinda Balaski como Terry Fisher.
- Kevin McCarthy como Fred Francis.
- John Carradine como Erle Kenton.
- Slim Pickens como Sam Newfield.
- Elisabeth Brooks como	Marsha Quist.
- Robert Picardo como Eddie Quist.
- Margie Impert	como Donna.
- Noble Willingham como Charlie Barton.
- James Murtaugh como Jerry Warren.
- Jim McKrell como Lew Landers.
- Kenneth Tobey	como un policía mayor.
- Don McLeod como T.C. Quist.
- Dick Miller como Walter Paisley, dueño de la librería.
- Steve Nevil como un policía joven.
- Herbie Braha como un cajero porno.
- Joe Bratcher como un hombre en la radio.
- Bill Sorrells como Kline.
- Meshach Taylor como Shantz.
- Ivan Saric como Jack Molina.
- Sarina C. Grant como una prostituta.
- Chico Martínez como un hombre en la calle.
- Daniel Núñez como un cajero de licor.
- Michael O'Dwyer como un borracho.
- Wendell Wright como un hombre en el bar.
- Forrest J. Ackerman como un cliente de la librería.
- Robert A. Burns como un dueño del cine pornográfico.
- Roger Corman como un hombre en la cabina telefónica.
- Jonathan Kaplan como un empleado en la gasolinera.
- John Sayles como un empleado de la morgue.

## Producción
Aunque la película se ha destacado por su guion semi-humorístico, fue una adaptación de la novela más sencilla, The Howling, de Gary Brandner, que se publicó por primera vez en 1977. Después de borradores de Jack Conrad (el director original que se fue debido a dificultades con el estudio) y Terence H. Winkless resultaron insatisfactorios, el director Joe Dante contrató a John Sayles para reescribir completamente el guion. Los dos ya habían colaborado previamente en la película Piraña de 1978. Sayles reescribió el guion con el mismo tono satírico y consciente de sí mismo que le dio a Piraña, y su borrador terminado sólo tiene un vago parecido con el libro de Brandner. Sin embargo, Winkless aún recibió el crédito de coguionista junto con Sayles por su trabajo en el guion.
El elenco contó con varios actores de personalidad reconocibles como Kevin McCarthy, John Carradine, Kenneth Tobey y Slim Pickens, muchos de los cuales aparecieron en películas de género. Además, la película estaba llena de referencias al género de serie B. Roger Corman hace un cameo como un hombre parado afuera de una cabina telefónica, al igual que Sayles, que aparece como un asistente de la morgue y James Murtaugh como uno de los miembros de la Colonia. Forrest J. Ackerman aparece en un breve cameo en una librería de ocultismo, sosteniendo una copia de un número de su revista Famous Monsters of Filmland.
The Howling también se destacó por sus efectos especiales, que eran lo último en tecnología en ese momento. Las escenas de transformación fueron creadas por Rob Bottin, quien también había trabajado con Dante en Piraña. Rick Baker fue el artista de efectos original de la película, pero dejó la producción para trabajar en Un hombre lobo americano en Londres, que se estrenó el mismo año que la película, entregando el trabajo de efectos a Bottin. El efecto más famoso de Bottin fue la transformación en pantalla de Eddie Quist, que involucraba vejigas de aire bajo aplicaciones faciales de látex para dar la ilusión de la transformación en hombre lobo. Variety afirmó que el mayor defecto es que el impacto de esta transformación inicial nunca se supera durante el clímax de la película. La película también presenta animación stop-motion de David W. Allen y títeres destinados a dar a los hombres lobo una apariencia aún menos humana. A pesar de la mayoría de los efectos especiales de la época, la silueta de Bill y Marsha teniendo sexo como hombres lobo es obviamente una animación de dibujos animados y Dante atribuyó esto a razones presupuestarias.
Debido a su trabajo en la película, Dante y el productor Michael Finnell recibieron la oportunidad de realizar la película Gremlins (1984) para el director Steven Spielberg. Esa película hace referencia a The Howling con una imagen de una cara sonriente en la puerta de un refrigerador y el personaje Eddie Quist deja pegatinas amarillas con caras sonrientes como su tarjeta de presentación en varios lugares de la película de Dante. Además, el personaje de Jim McKrell como el reportero de noticias Lew Landers aparece tanto en The Howling como en Gremlins.
Sayles (guionista y futuro director de la película), Corman (ex productor de Dante) y Ackerman tienen cameos.

### Banda sonora
Pino Donaggio compuso la partitura que presentaba melodías clásicas de terror orquestal con sonidos mínimos de sintetizador. Waxwork Records lanzó la banda sonora completa en un LP doble en 2017. La carátula del álbum fue realizada por Francesco Francavilla.

### Financiación
International Film Investors (IFI) acordó aportar el 50% de la financiación. Goldcrest Films se asoció con IFI y terminaron aportando 145.000 libras esterlinas al presupuesto de The Howling y recibiendo 396.000 libras esterlinas, obteniendo un beneficio de 251.000 libras esterlinas.

## Estreno
La película se estrenó el 13 de marzo de 1981 en 170 salas de la ciudad de Nueva York, Filadelfia y el área de Washington D. C. - Baltimore.

### Crítica
En el sitio web del agregador de reseñas Rotten Tomatoes, The Howling tiene un índice de aprobación del 74% basado en 42 reseñas de críticos, con una calificación promedio de 6,4/10. El consenso dice: "The Howling incluye suficientes risas en su carnicería licantrópica para distinguirlo de otras entradas de hombres lobo, con impresionantes efectos visuales que añaden algo de mordiente".
En 1981, la reseña de 2 de 4 estrellas de Roger Ebert describió la película como la "película más tonta vista en algún tiempo", pero Ebert también dijo que los efectos especiales eran buenos y que la película tal vez "valía la pena, si te lo dan dos por uno". A Gene Siskel le gustó la película y le dio tres estrellas y media sobre cuatro. En su Movie Guide, Leonard Maltin escribió que The Howling es una "película de terror moderna y bien hecha" y destacó las referencias humorísticas al cine clásico de hombres lobo. Variety elogió tanto el sentido del humor de la película como su enfoque tradicional del terror. Kim Newman, en su libro de 1988 Nightmare Movies, calificó el largometraje como "un enérgico escalofriante que revive sin esfuerzo el género de merodear por los bosques brumosos", y calificó la secuencia de transformación de Picardo como "el monstruo hombre lobo más impresionante de las películas".
La película ganó el premio Saturn de 1980 a la mejor película de terror. [a] Esta película también ocupó el puesto 81 en los 100 momentos cinematográficos más aterradores de Bravo.

### Taquilla
La película recaudó $1.160.172 dólares en su primer fin de semana. Según el gráfico semanal de Variety, basado en una muestra de 20 a 24 mercados, la película ocupó el puesto número uno de la semana; sin embargo, el largometraje Back Roads, que se estrenó en 635 salas más, recaudó más a nivel nacional, con 3 millones de dólares y The Howling recaudó $17,9 millones de dólares en Estados Unidos y Canadá.

## Formato doméstico
Shout! Factory relanzó The Howling en DVD y Blu-ray el 18 de junio de 2013 a través de su sello Scream Factory. La película fue lanzada previamente en DVD por Metro-Goldwyn-Mayer (propietarios de los derechos de distribución de video y televisión del largometraje debido al acuerdo de distribución con StudioCanal y Sony Pictures Releasing, los actuales propietarios de la biblioteca AVCO Embassy) el 26 de agosto de 2003 como un DVD de edición especial de pantalla ancha de la Región 1.

## Secuelas y nueva versión
Ha habido siete secuelas de la película. En mayo de 2015, una productora recién formada compró los derechos de la película original y estaba trabajando en una novena película, una nueva versión de la original. En 2020, Andrés Muschietti fue contratado para dirigir la nueva versión para la cadena de streaming Netflix.
Una serie de cómics de Space Goat Productions titulada The Howling: Revenge of the Werewolf Queen comenzó a publicarse en mayo de 2017, actuando como una secuela directa de la película original e ignorando las secuelas cinematográficas.